# Kiviak
Kiviak (także: kiviaq) – tradycyjna grenlandzka potrawa, zazwyczaj spożywana w okresie świąt Bożego Narodzenia; surowe mięso alki w stanie zaawansowanego rozkładu.
Upolowana alka jest oskubywana z piór, zawijana w foczą skórę, następnie – dla zabezpieczenia przed drapieżnikami – zakopywana w ziemi lub przysypywana kamieniami. Po pewnym czasie – w zależności od upodobań kulinarnych – od kilku tygodni do kilku miesięcy (zazwyczaj po pół roku) jest wydobywana i spożywana w stanie surowym w całości (wraz z kośćmi). Z uwagi na intensywny zapach, kiviak spożywany jest najczęściej przed domem.